# Тарасов, Сергей Гурьевич
Сергей Гурьевич Тарасов (латыш. Sergejs Tarasovs; 16 января 1971) — советский и латвийский футболист, полузащитник и нападающий. Выступал за сборную Латвии.

## Биография
Начал выступать на взрослом уровне весной 1989 года в клубе «Звейниекс» (Лиепая) во второй лиге СССР. В том же сезоне играл за клуб второй лиги «Авангард» (Петропавловск) и в чемпионате Латвийской ССР среди КФК за второй состав елгавского РАФа. В следующих двух сезонах не играл в соревнованиях высокого уровня.
После распада СССР присоединился к рижскому «Сконто», ставшему сильнейшим клубом Латвии. Становился победителем чемпионата Латвии 1992, 1993 и 1994 годов, обладателем Кубка страны 1992 года. Принимал участие в матчах еврокубков.
В сезоне 1994/95 играл в чемпионате Эстонии за «Таллинна Садам». Затем вернулся на родину и провёл три сезона в клубе «Вилан-Д»/«Динабург» (Даугавпилс), за это время стал серебряным (1995) и бронзовым (1996, 1997) призёром чемпионата Латвии, финалистом Кубка страны (1997). В 1995 году стал лучшим бомбардиром даугавпилсского клуба (8 голов). За «Динабург» также играл в еврокубках, стал автором гола в Кубке УЕФА в ворота уэльсского «Барри Таун».
В 1999 году выступал во втором дивизионе России за «Нефтехимик» (Нижнекамск), также играл за рижский «ФК Полиции». В 28-летнем возрасте завершил профессиональную карьеру.
Выступал за сборную Латвии. Дебютный матч провёл 8 марта 1995 года против Венгрии, заменив на 86-й минуте Виталия Теплова. Всего в 1995—1996 годах сыграл 3 матча, во всех выходил на замены.